# 미노베 료키치

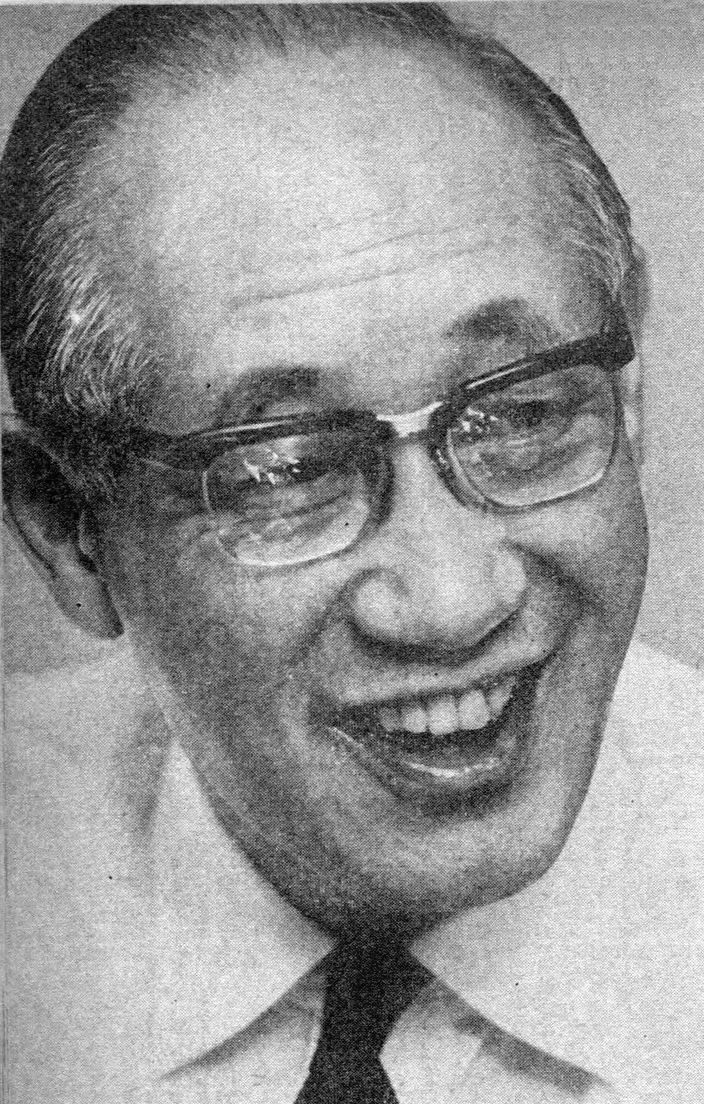

미노베 료키치(일본어: 美濃部亮吉, 1904년 2월 5일~1984년 12월 24일)는 일본의 정치인으로, 제6·7·8대(1967년부터 1979년까지) 도쿄도지사를 역임한 인물이다. 일본 현대사에서 가장 잘 알려진 사회주의자 중 한 명이다.

## 약력
도쿄에서 헌법학자인 미노베 다쓰키치와 수학자이자 정치가인 기쿠치 다이로쿠의 장녀, 미노베 다미코 사이에서 장남으로 태어났다. 1927년 도쿄제국대학을 졸업하여 동 대학 조교로 근무하였으며, 1929년 동 대학 농대 강사를 거쳐 1935년에는 호세이 대학 교수로 임용되었다. 1937년 코민테른의 반 파시즘 연합전선에 호응한 대학교수들이 일제 검거된 인민 전선 사건으로 교단을 떠나게 된다. 다음해 일본의 화학품제조회사인 신에츠 화학공업에 촉탁한다. 1945년에는 마이니치 신문 논설위원으로 언론계에 입문. 1946년부터는 내각통계위원회 위원으로 임명되고 사무국장을 겸임한다. 1949년에는 도쿄교육대학 교수로 다시 학계에 복직했다. 이후, 경제안정본부, 행정관리청 통계기준부장 등을 거쳐 도지사 출마직전에는 NHK의 〈쉬운 경제학교실〉이란 프로그램의 해설자를 맡아 일반인의 인지도를 높였다.

## 도지사 시절
1967년 사회당, 공산당의 추천으로 입후보하여 자민당, 민사당 추천의 마쓰시타 마사토시 릿쿄대 교수와 공명당 추천의 아베 켄이치 시부자와 해운사 사장을 제치고 도지사로 당선되었다. 1971년, 1975년에 연속으로 재선되었으며, 특히 1975년에는 현 도쿄도지사인 이시하라 신타로(石原慎太郎)와 대결하였다. 당시에는 부라쿠 해방동맹을 둘러싸고 사회당과 공산당 사이에 대립관계에 있었기에 양당의 추천을 얻기 어려웠고, 이에 본인은 불출마를 염두에 두기도 했으나, 이시하라에 의한 파시즘의 부정을 저지한다는 기치아래 출마하여 승리를 거두었다. 후에 (1999년) 도지사가 된 이시하라는 “도쿄는 예전 공산주의자 도지사 때문에 발전에 뒤처졌다”라며 미노베를 비판하였다.
그는 혁신계 단일후보로 출마하여 많은 정책을 실시했는데, 그 중 잘 알려진 것은 다음과 같다.
- 노약자에 대한 무료복지혜택
- 오염규제 법안의 제정
- 교통혼잡구역의 보행자전용도로화
- 재일 조선인의 민족학교 설립의 자유화및 재일본조선인총련합회에 대한 면세혜택
- 재일외국인에 대한 의료보험혜택실시
- 자동차 경주에 대한 지방정부의 지원 금지

미노베 도지사는 1971년 일본의 현직 도지사로서는 유일하게 평양을 방문하여 김일성과 면담하는 등, 대북정책에서 유화적인 편이었으며, 이런 점에서 보수적인 일본인들로부터 “친북정책”으로 비판받았다. 후에 그가 실시한 재일 조선인에 대한 대부분의 정책은 이시하라 신타로의 취임과 일본인 납치사건이후 무효화되었다.
그는 조선민주주의인민공화국과 대한민국 정부 중에서 조선민주주의인민공화국과 더 가까운 편이었으나, 그가 실시한 재일외국인 의료보험혜택정책은 많은 대한민국 국적의 재일한국인들에게 높은 평가를 받고 있다.

## 말년
1979년 3회 임기종료때 4회 불출마를 선언하였으며, 1980년에는 사회당도쿄도연합회의 후원으로 무소속으로 참의원 선거에 출마하여 당선되었다. 그는 이 참의원 임기중인 노병으로 1984년 사망하였다.

## 저서
경제학자, 정치학자로서 많은 저술도 남겼다. 주요 저서는 다음과 같다.
- 고민하는 민주주의 《苦悶するデモクラシー》
- 일본경제도설 《日本経済図説》
- 세계경제도설 《世界経済図説》